# Monkey Hill
Monkey Hill è una città di Saint Kitts e Nevis, situata nell'isola di Saint Kitts, capoluogo della parrocchia di Saint Peter Basseterre.